# Vysjyvankas dag
Vysjyvankas dag firas i Ukraina för att bevara användandet av den traditionella folkdräkten vysjyvanka. Dagen firas den tredje torsdagen i maj och är tillsammans med pysanka en av Ukrainas mest kända symboler för ukrainsk kultur. Dagen är inte knuten till någon stat, etnicitet eller religion och är inte en ukrainsk helgdag.